# Cam Thành Bắc
Cam Thành Bắc là một xã thuộc huyện Cam Lâm, tỉnh Khánh Hòa, Việt Nam.
Xã Cam Thành Bắc có diện tích 20,9 km², dân số năm 1999 là 12.519 người, mật độ dân số đạt 599 người/km².
Xã Cam Thành Bắc bao gồm 6 thôn: Tân Lập, Tân Phú, Tân Quý, Tân Sinh Đông, Tân Sinh Tây, Tân Thành.